# Hina Rabbani Khar
Hina Rabbani Khar (urdú: حناربانی کھر‎)  (Multan, 19 de novembre de 1977) és una política pakistanesa que va ser ministra d'afers exteriors del Pakistan entre el febrer de 2011 i el març de 2013. Amb 33 anys, és la persona més jove i la primera dona en ostentar el càrrec.
Khar és membre d'una influent família feudal de Multan. Va estudiar negocis a Lahore i a Massachusetts abans d'entrar a la política com a membre de l'Assemblea Nacional el 2002, representant al PML-Q i esdevenint ministra junior responsable de política econòmica amb el primer ministre Shaukat Aziz. El 2009, després de canviar de partit i guanyar la reelecció amb el Partit del Poble Pakistanès, es va convertir en Ministra d'Estat d'Hisenda i Afers Econòmics i el mateix any es va convertir en la primera dona en presentar el pressupost nacional. Va ser nomenada ministra d'Afers Exteriors el juliol de 2011, i va servir fins poc abans de les eleccions del 2013, quan es va retirar de la política activa.Segueix formant part del Partit del Poble Pakistanès i és ponent de política exterior, generalment advocant per enfortir els vincles amb l'Índia.